# عملية البركان (غارة إسرائيلية)
كانت عملية البركان ((بالعبرية: מבצע הר געש‏)، ميفتسا هار غاعاش), تعرف أيضًا باسم عملية سابخا، عملية عسكرية واسعة النطاق لجيش الدفاع الإسرائيلي نفذت في ليلة 2–3 نوفمبر 1955 ضد المواقع العسكرية المصرية في وبمحيط نيتسانا/العوجا القريبة وكانت العملية ناجحة وأدت إلى طرد دائم للقوات المصرية من المنطقة المجردة من السلاح. لقي واحد وثمانون جندياً مصرياً مصرعهم ووقع 55 آخرين في الأسر. سقط في العملية خمسة قتلى إسرائيليين.

## المعركة
بحلول أكتوبر 1955، ربما كانت التوترات على طول الحدود المصرية الإسرائيلية مرتفعة. وقد بدأت مصر حصاراً لخليج العقبة، منعت من خلاله دخول السفن الإسرائيلية. كما أنها وقعت اتفاقية عسكرية مع سوريا وأعلنت صفقة تسليح كبيرة مع السوفييت ساهمت حسب تقديرات المخابرات الإمريكية، «بشكل كبير في زيادة مخاطر الأعمال العدائية بين مصر وإسرائيل». وبالإضافة إلى ذلك، واصلت مصر رعايتها لعمليات تسلل الفدائيين إلى إسرائيل. وإزاء هذه الخلفية، تصاعدت حدة التوتر بدرجة كبيرة بغارة مصرية في 26 أكتوبر ضد موقع إسرائيلي صغير في بئروتايم أسفرت عن مقتل جندي إسرائيلي وأسر اثنين آخرين. وبالإضافة إلى ذلك، اتخذت قوة كبيرة من الجنود المصريين معززة بالمدفعية والمدرعات ومدفع مضاد للطائرات، مواقعها على جانبي المنطقة المنزوعة السلاح بالقرب من سابخا وراس-سيرام.

## النتائج المترتبة
كانت عملية البركان عبارة عن نجاح عسكري مطلق ومثلت أكبر مهمة عسكرية إسرائيلية منذ حرب 1948. كما مثلت إهانة أخرى للجيش المصري في سلسلة من النكسات العسكرية بدءاً من عملية السهم الأسود في فبراير 1955. ولم تثن الهزيمة في سابخا الرئيس المصري جمال عبد الناصر من إعلان الانتصار على الإسرائيليين والإشادة «بأبطال معركة سابخا». توجه ناصر بالمراسلين إلى موقع المعركة محاولاً اقناعهم، دون جدوى، أن جثث المصريين المبعثرة على أرض المعركة كانوا في الحقيقة إسرائيليين. بقي سلك من الصحفيين يراودهم الشك غير مقتنعين بادعاءات الدعاية المصرية. وضعت عملية البركان حداً، مرة واحدة وإلى الأبد، للتحرشات العسكرية المصرية في المنطقة المجردة من السلاح وبسطت السيادة الإسرائيلية على منطقة نيتسانا/العوجا.